# Roning under sommer-OL 2020 - Singlesculler (damer)
Damernes roning i singlesculler under Sommer-OL 2020 finder sted den 23. juli - 30. juli 2021 i Sea Forest Waterway, der ligger i Tokyo Bay zonen. 32 roere fra 32 nationer deltog.

## Format
Der er i alt 32 roere til konkurrencen, der bliver indledt med seks indledende heats. De tre bedste roere fra hvert heat går til kvartfinalerne mens de resterende går til tre opsamlingsheat. I opsamlingsheatene går de to bedste roere fra hvert heat videre til kvartfinalerne. De ikke kvalificerede roer går herefter til E og F semifinalerne/finalen (og ror derved om pladserne 25 – 32). I kvartfinalerne går de tre bedste roere videre til semifinalerne mens de øvrige går til C og D semifinaler/finalen (og ror derved om pladserne 13 – 24). I semifinalerne går de tre bedste roere til finalen mens de resterende seks roere går til B finalen og ror om pladserne 7 – 12.

## Kvalifikation
Hver NOC kan kvalificere én båd i klassen.
| Kvalifikation                                     | Dato                           | Vært      | Pladser | Kvalificeret                                                                             |
| ------------------------------------------------- | ------------------------------ | --------- | ------- | ---------------------------------------------------------------------------------------- |
| Værtsnation                                       | N/A                            | N/A       | 1       | Japan                                                                                    |
| VM i roning 2019                                  | 25. august – 1. september 2019 | Østrig    | 9       | USA · Storbritannien · Schweiz · Irland · New Zealand · Canada · Kina · Holland · Østrig |
| Afrikansk Kvalifikationsturnering 2019            | 10. – 13. oktober 2019         | Tunesien  | 5       | Namibia · Marokko · Uganda · Togo · Nigeria                                              |
| Amerikansk Kvalifikationsturnering 2020           | 2. – 5. april 2020             | Brasilien | 5       |                                                                                          |
| Europæisk Kvalifikationsturnering 2020            | 27. – 29. april 2020           | Italien   | 3       |                                                                                          |
| Asiatisk og Oceanien Kvalifikationsturnering 2020 | 27. – 30. april 2020           | Sydkorea  | 5       |                                                                                          |
| Afsluttende Kvalifikationsturnering 2020          | 17.–19. maj 2020               | Schweiz   | 2       |                                                                                          |
| Tripartite                                        | N/A                            | N/A       | 2       |                                                                                          |
| Total                                             |                                |           | 32      |                                                                                          |

## Tidsplan
Nedenstående tabel viser tidsplanen for afvikling af konkurrencen:
| Dato     | Tid   | Runde              |
| -------- | ----- | ------------------ |
| 24. juli | 09:30 | Heats              |
| 25. juli | 08:30 | Opsamlingsheat     |
| 26. juli | 08:50 | E og F Semifinaler |
| 27. juli | 08:30 | Kvartfinaler       |
| 28. juli | 08:50 | C og D Semifinaler |
| 29. juli | 11:04 | Semifinaler        |
| 30. juli | 08:42 | F Finale           |
| 30. juli | 09:06 | E Finale           |
| 30. juli | 11:28 | D Finale           |
| 31. juli | 09:00 | C Finale           |
| 31. juli | 09:20 | B Finale           |
| 31. juli | 09:42 | Finale             |

## Resultater

### Heats

#### Heat 1
| Placering | Roer               | Nation       | Tid      | Note |
| --------- | ------------------ | ------------ | -------- | ---- |
| 1         | Kara Kohler        | USA          | 7.49,71  | Q    |
| 2         | Tatsiana Klimovich | Hviderusland | 7.51,86  | Q    |
| 3         | Nazanin Malaei     | Iran         | 7.59,01  | Q    |
| 4         | Alejandra Alonso   | Paraguay     | 8.11,88  | R    |
| 5         | Esther Toko        | Nigeria      | 8.58,49  | R    |
| 6         | Esraa Khogali      | Sudan        | 10.18,27 | R    |

#### Heat 2
| Placering | Roer           | Nation             | Tid     | Note |
| --------- | -------------- | ------------------ | ------- | ---- |
| 1         | Sanita Puspure | Irland             | 7.46,98 | Q    |
| 2         | Kenia Lechuga  | Mexico             | 7.54,21 | Q    |
| 3         | Anneta Kyridou | Grækenland         | 7.54,28 | Q    |
| 4         | Felice Chow    | Trinidad og Tobago | 8.02,02 | R    |
| 5         | Kathleen Noble | Uganda             | 8.21,85 | R    |
| 6         | Joan Poh       | Singapore          | 8.31,12 | R    |

#### Heat 3
| Placering | Roer                | Nation                    | Tid     | Note |
| --------- | ------------------- | ------------------------- | ------- | ---- |
| 1         | Hanna Prakatsen     | Ruslands Olympiske Komité | 7.48,74 | Q    |
| 2         | Jiang Yan           | Kina                      | 7.53,14 | Q    |
| 3         | Veronica Toro Arana | Puerto Rico               | 8.11,57 | Q    |
| 4         | Winne Hung          | Hongkong                  | 8.17,79 | R    |
| 5         | Sarah Fraincart     | Marokko                   | 8.32,78 | R    |

#### Heat 4
| Placering | Roer                      | Nation         | Tid     | Note |
| --------- | ------------------------- | -------------- | ------- | ---- |
| 1         | Victoria Thornley         | Storbritannien | 7.44,30 | Q    |
| 2         | Jeannine Gmelin           | Schweiz        | 7.47,20 | Q    |
| 3         | Lovisa Claesson           | Sverige        | 7,58,41 | Q    |
| 4         | Evidelia González Jarquin | Nicaragua      | 8.25,18 | R    |
| 5         | Claire Ayivon             | Togo           | 8.48,07 | R    |

#### Heat 5
| Placering | Roer             | Nation  | Tid     | Note |
| --------- | ---------------- | ------- | ------- | ---- |
| 1         | Magdalena Lobnig | Østrig  | 7.37,91 | Q    |
| 2         | Carling Zeeman   | Canada  | 7.40,72 | Q    |
| 3         | Maike Diekmann   | Namibia | 7.56,37 | Q    |
| 4         | Milena Venega    | Cuba    | 8.03,00 | R    |
| 5         | Tala Abujbara    | Qatar   | 8.06,29 | R    |

#### Heat 6
| Placering | Roer            | Nation          | Tid     | Note |
| --------- | --------------- | --------------- | ------- | ---- |
| 1         | Emma Twigg      | New Zealand     | 7.35,22 | Q    |
| 2         | Sophie Souwer   | Holland         | 7.39,96 | Q    |
| 3         | Jovana Arsić    | Serbien         | 7.46,74 | Q    |
| 4         | Huang Yi-ting   | Kinesisk Taipei | 8.04,59 | R    |
| 5         | Jeong Hye-jeong | Sydkorea        | 8.12,15 | R    |

### Opsamlingsheat
De 2 første i hvert heat kvalificerer sig til kvarterfinalerne, mens de resterende går videre til semifinaleheat for placering 25 til 32. -

#### Opsamlingsheat 1
| Placering | Roer             | Nation          | Tid     | Note |
| --------- | ---------------- | --------------- | ------- | ---- |
| 1         | Alejandra Alonso | Paraguay        | 8.08,91 | Q    |
| 2         | Huang Yi-ting    | Kinesisk Taipei | 8.11,56 | Q    |
| 3         | Tala Abujbara    | Qatar           | 8.16,88 | S EF |
| 4         | Joan Poh         | Singapore       | 8.40,06 | S EF |
| 5         | Sara Fraincart   | Marokko         | 8.42,78 | S EF |

#### Opsamlingsheat 2
| Placering | Roer                      | Nation             | Tid     | Note |
| --------- | ------------------------- | ------------------ | ------- | ---- |
| 1         | Felice Chow               | Trinidad og Tobago | 8.15,94 | Q    |
| 2         | Jeong Hye-jeong           | Sydkorea           | 8.26,73 | Q    |
| 3         | Evidelia González Jarquin | Nicaragua          | 8.37,55 | S EF |
| 4         | Esther Toko               | Nigeria            | 9.07,54 | S EF |

#### Opsamlingsheat 3
| Placering | Roer           | Nation   | Tid      | Note |
| --------- | -------------- | -------- | -------- | ---- |
| 1         | Milena Venega  | Cuba     | 8.17,30  | Q    |
| 2         | Winne Hung     | Hongkong | 8.23,58  | Q    |
| 3         | Kathleen Noble | Uganda   | 8.36,01  | S EF |
| 4         | Claire Ayivon  | Togo     | 9.04,23  | S EF |
| 5         | Esraa Khogali  | Sudan    | 10.25,94 | S EF |

### Kvartfinaler

#### Heat 1
| # | Roer             | Nasjon   | Tid     | Note |
| - | ---------------- | -------- | ------- | ---- |
| 1 | Sanita Puspure   | Irland   | 7.58,30 | Q    |
| 2 | Kara Kohler      | USA      | 7.59,39 | Q    |
| 3 | Jiang Yan        | Kina     | 8.00,01 | Q    |
| 4 | Jovana Arsić     | Serbien  | 8.09,37 | S CD |
| 5 | Alejandra Alonso | Paraguay | 8.29,80 | S CD |
| 6 | Winne Hung       | Hongkong | 8.36,37 | S CD |

#### Heat 2
| # | Roer              | Nasjon                    | Tid     | Note |
| - | ----------------- | ------------------------- | ------- | ---- |
| 1 | Hanna Prakatsen   | Ruslands Olympiske Komité | 7.49,64 | Q    |
| 2 | Carling Zeeman    | Canada                    | 7.57,58 | Q    |
| 3 | Victoria Thornley | Storbritannien            | 7.59,93 | Q    |
| 4 | Lovisa Claesson   | Sverige                   | 8.16,99 | S CD |
| 5 | Milena Venega     | Cuba                      | 8.25,26 | S CD |
| 6 | Jeong Hye-jeong   | Sydkorea                  | 8.38,70 | S CD |

#### Heat 3
| placering | Roer                | Nation             | Tid     | Note |
| --------- | ------------------- | ------------------ | ------- | ---- |
| 1         | Magdalena Lobnig    | Østrig             | 7.58,20 | Q    |
| 2         | Sophie Souwer       | Holland            | 7.59,92 | Q    |
| 3         | Anneta Kyridou      | Grækenland         | 8.02,19 | Q    |
| 4         | Tatsiana Klimovich  | Hviderusland       | 8.09,04 | S CD |
| 5         | Felice Chow         | Trinidad og Tobago | 8.21,23 | S CD |
| 6         | Veronica Toro Arana | Puerto Rico        | 8.35,32 | S CD |

#### Heat 4
| Placering | Roer            | Nation          | Tid     | Note |
| --------- | --------------- | --------------- | ------- | ---- |
| 1         | Emma Twigg      | New Zealand     | 7.54,96 | Q    |
| 2         | Jeannine Gmelin | Schweiz         | 8.02,10 | Q    |
| 3         | Nazanin Malaei  | Iran            | 8.07,32 | Q    |
| 4         | Kenia Lechuga   | Mexico          | 8.09,29 | S CD |
| 5         | Maike Diekmann  | Namibia         | 8.21,69 | S CD |
| 6         | Huang Yi-ting   | Kinesisk Taipei | 8.34,51 | S CD |

### Semifinaler

#### A/B Semifinaler

##### Heat 1
| Placering | Roer            | Nation                    | Tid     | Note |
| --------- | --------------- | ------------------------- | ------- | ---- |
| 1         | Hanna Prakatsen | Ruslands Olympiske Komité | 7.23,61 | Q    |
| 2         | Jeannine Gmelin | Schweiz                   | 7.25,80 | Q    |
| 3         | Jiang Yan       | Kina                      | 7.27,30 | Q    |
| 4         | Sophie Souwer   | Holland                   | 7.29,66 | B    |
| 5         | Sanita Pušpure  | Irland                    | 7.34,40 | B    |
| 6         | Anneta Kyridou  | Grækenland                | 7.40,81 | B    |

##### Heat 2
| Placering | Roer              | Nation         | Tid     | Note |
| --------- | ----------------- | -------------- | ------- | ---- |
| 1         | Emma Twigg        | New Zealand    | 7.20,70 | Q    |
| 2         | Victoria Thornley | Storbritannien | 7.25,12 | Q    |
| 3         | Magdalena Lobnig  | Østrig         | 7.25,59 | Q    |
| 4         | Kara Kohler       | USA            | 7.26,10 | B    |
| 5         | Carling Zeeman    | Canada         | 7.38,28 | B    |
| 6         | Nazanin Malaei    | Iran           | 7.45,52 | B    |

#### C/D Semifinaler

##### Heat 1
| Placering | Roer                | Nation             | Tid     | Note |
| --------- | ------------------- | ------------------ | ------- | ---- |
| 1         | Lovisa Claesson     | Sverige            | 7.35,91 | C    |
| 2         | Jovana Arsić        | Serbien            | 7.39,26 | C    |
| 3         | Maike Diekmann      | Namibia            | 7.40,77 | C    |
| 4         | Felice Chow         | Trinidad og Tobago | 7.45,14 | D    |
| 5         | Veronica Toro Arana | Puerto Rico        | 7.53,36 | D    |
| 6         | Winne Hung          | Hongkong           | 7.56,30 | D    |

##### Heat 2
| Placering | Roer               | Nation          | Tid     | Note |
| --------- | ------------------ | --------------- | ------- | ---- |
| 1         | Kenia Lechuga      | Mexico          | 7.33,72 | C    |
| 2         | Tatsiana Klimovich | Hviderusland    | 7.33,78 | C    |
| 3         | Milena Venega      | Cuba            | 7.41,18 | C    |
| 4         | Alejandra Alonso   | Paraguay        | 7.43,33 | D    |
| 5         | Huang Yi-ting      | Kinesisk Taipei | 7.56,00 | D    |
| 6         | Jeong Hye-jeong    | Sydkorea        | 8.06,32 | D    |

#### E/F semifinaler

##### Heat 1
| Placering | Roer           | Nation  | Tid      | Note |
| --------- | -------------- | ------- | -------- | ---- |
| 1         | Tala Abujabara | Qatar   | 8.24,24  | E    |
| 2         | Kathleen Noble | Uganda  | 8.31,67  | E    |
|           | Esther Toko    | Nigeria | 9.07,70  | E    |
| 4         | Esraa Khogali  | Sudan   | 10.23,52 | F    |

##### Heat 2
| Placering | Roer                      | Nation    | Tid     | Note |
| --------- | ------------------------- | --------- | ------- | ---- |
| 1         | Evidelia Gonzalez Jarquin | Nicaragua | 8.36,99 | E    |
| 2         | Sarah Fraincart           | Marokko   | 8.43,90 | E    |
| 3         | Joan Poh                  | Singapore | 8.47,77 | E    |
| 4         | Claire Ayivon             | Togo      | 9.15,29 | F    |

### Finaler

#### A-Finale
| Placering | Roer              | Nation                    | Tid     | Note |
| --------- | ----------------- | ------------------------- | ------- | ---- |
| 1         | Emma Twigg        | New Zealand               | 7.13,97 | OB   |
| 2         | Hanna Prakatsen   | Ruslands Olympiske Komité | 7.17,39 |      |
| 3         | Magdalena Lobnig  | Østrig                    | 7.19,72 |      |
| 4         | Victoria Thornley | Storbritannien            | 7.20,39 |      |
| 5         | Jeannine Gmelin   | Schweiz                   | 7.20,91 |      |
| 6         | Jiang Yan         | Kina                      | 7.21,33 |      |

#### B-Finale
Placering 7 til 12
| Placering | Roer           | Nation     | Tid     |
| --------- | -------------- | ---------- | ------- |
| 1         | Sophie Souwer  | Holland    | 7.25,96 |
| 2         | Carling Zeeman | Canada     | 7.29,59 |
| 3         | Kara Kohler    | USA        | 7.29,72 |
| 4         | Anneta Kyridou | Grækenland | 7.36,79 |
| 5         | Nazanin Malaei | Iran       | 7.42,57 |
| --        | Sanita Pušpure | Irland     | DNS     |

#### C-Finale
Plassene 13 til 18
| Placering | Roer               | Nation       | Tid     |
| --------- | ------------------ | ------------ | ------- |
| 1         | Tatsiana Klimovich | Hviderusland | 7.39,53 |
| 2         | Lovisa Claesson    | Sverige      | 7.41,07 |
| 3         | Jovana Arsić       | Serbien      | 7.43,30 |
| 4         | Kenia Lechuga      | Mexico       | 7.43,55 |
| 5         | Milena Venega      | Cuba         | 7.47,40 |
| 6         | Maike Diekmann     | Namibia      | 7.52,17 |

#### D-Finale
Placering 19 til 24
| Placering | Roer                | Nation             | Tid     |
| --------- | ------------------- | ------------------ | ------- |
| 1         | Felice Chow         | Trinidad og Tobago | 7.48,06 |
| 2         | Huang Yi-ting       | Kinesisk Taipei    | 7.52,18 |
| 3         | Alejandro Alonso    | Paraguay           | 7.55,63 |
| 4         | Veronica Toro Arana | Puerto Rico        | 7.57,22 |
| 5         | Winne Hung          | Hongkong           | 8.02,79 |
| 6         | Jeong Hye-jeong     | Sydkorea           | 8.06,13 |

#### E-Finale
Placering 25 til 30.
| Placering | Roer                 | Nation    | Tid     |
| --------- | -------------------- | --------- | ------- |
| 1         | Tala Abujbara        | Qatar     | 8.00,22 |
| 2         | Kathleen Grace Noble | Uganda    | 8.07,00 |
| 3         | Evidlia González     | Nicaragua | 8.10,37 |
| 4         | Joan Poh             | Singapore | 8.21,23 |
| 5         | Sarah Fraincart      | Marokko   | 8.25,38 |
| 6         | Esther Toko          | Niger     | 8.42,78 |

#### F-Finale
Placering 31 og 32
| Placering | Roer          | Nation | Tid      |
| --------- | ------------- | ------ | -------- |
| 1         | Claire Ayivon | Togo   | 8.44,42  |
| 2         | Esraa Khogali | Sudan  | 10.05,32 |